# Paracrama flammans
Paracrama flammans är en fjärilsart som beskrevs av Embrik Strand 1917. Paracrama flammans ingår i släktet Paracrama och familjen trågspinnare. Inga underarter finns listade i Catalogue of Life.